# قتل جان لنون
شامگاه هشتم دسامبر ۱۹۸۰، موسیقیدان انگلیسی جان لنون، که عضو سابق گروه بیتلز بود، در ساختمان داکوتا، محل اقامت خود در شهر نیویورک، مورد اصابت گلوله قرار گرفت و به شدت زخمی شد. قاتل وی مارک دیوید چپمن، یکی از طرفداران گروه بیتلز بود که از هاوایی سفر کرده بود. چپمن گفته که او از شیوه زندگی و اظهارات عمومی لنون عصبانی شده است؛ به ویژه اظهارات وی در مورد «پیشی گرفتن محبوبیت بیتلز از مسیح» و همچنین متن ترانه‌هایی مثل "God" و "تصور کن".
چپمن همچنین بارها ادعا کرده که انگیزهٔ اصلی کشتن لنون بعد از خواندن رمان ناطورِ دشت نوشته جروم دیوید سالینجر به او الهام شده است.
چپمن برنامه قتل لنون را از چند ماه قبل برنامه‌ریزی کرده بود، او از صبح آن روز منتظر لنون در مقابل ساختمان داکوتا بود و نهایتاً بعدازظهر موفق به ملاقات او شد. لنون آلبوم " فانتزی دوبرابر" را برایش امضا کرد و به همراه همسرش یوکو اونو برای ضبط به سمت استودیو حرکت کردند. در همان شب وقتی لنون و اونو به ساختمان داکوتا بازگشتند، در ورودی ساختمان چپمن با استفاده از یک هفت تیر پنج گلوله را در مقابل همسر لنون به او شلیک کرد. لنون را با یک ماشین پلیس به بیمارستان منتقل کردند که در هنگام ورود اعلام شد که وی کشته شده‌است. او ۴۰ سال عمر کرد.
پس از این حادثه در سراسر جهان طغیان غم و اندوه در مقیاسی بی‌سابقه رخ داد. مردم مقابل بیمارستان روزولت و ساختمان داکوتا تجمع کردند. ساختمانهای اطراف در غم از دست دادن لنون شمع‌های روشن در پنجره‌های خود قرار دادند، و حداقل سه طرفدار بیتلز خود را کشتند.
لنون در گورستان فرنکلیف در هارتسدیل، نیویورک سوزانده شد و خاکسترش به همسرش اونو داده شد که او به جای برگزاری مراسم خاکسپاری، ۱۰ دقیقه سکوت در سراسر جهان را درخواست کرد.
چپمن به جرم قتل لنون اعتراف کرد و به ۲۰ سال حبس در زندان اوپست ایالت نیویورک محکوم شد. از زمان محکومیت او در سال ۲۰۰۰، ۱۱ بار تقاضای عفو مشروط او توسط اونو رد شده‌است.